# Grand Corps Malade
Grand Corps Malade, all'anagrafe Fabien Marsaud (Le Blanc-Mesnil, 31 luglio 1977), è un poeta francese, autore ed esecutore di testi di slam.

## Biografia
Fabien Marsaud è nato il 31 luglio 1977, a Le Blanc-Mesnil, nel dipartimento della Seine-Saint-Denis. Sua madre è bibliotecaria e suo padre Jacques Marsaud, alto funzionario territoriale, di orientamento comunista, è stato, in particolare, segretario generale del comune di Noisy-le-Sec e di Saint-Denis e direttore generale dei servizi del consiglio generale del Val-de-Marne. Ha vissuto a Noisy-le-Sec con i suoi genitori e la sorella maggiore fino al 1981.
Il suo percorso scolastico è abbastanza classico e ben presto lo sport diventa una passione. Ama in particolare il basket, disciplina nella quale è molto dotato. Secondo Bally Bagayoko, il suo allenatore (divenuto vice-sindaco di Saint-Denis), il giovane Fabien era « un pilastro della squadra e adorava trasmettere le sue competenze ». Si iscrive al liceo classico « perché è più forte in francese che in matematica», ma lo sport resta il suo campo preferito. A 17 anni gli viene proposto di integrare il centro di formazione basket-studio di Tolosa, ma rifiuta, preferndo restare a Saint-Denis. In quegli anni ha fatto parte della squadra di basket d'Aubervilliers e ha giocato a un livello di Nazionale 3 come ala, dopo aver giocato a Nanterre e a Saint Denis.
Dopo la maturità, ottiene un diploma di studi universitari generali in Sciences et techniques des activités physiques et sportives.
Nell'estate del suo ventesimo compleanno, mentre lavora come animatore in una colonia di vacanze a Saint-Denis a causa di un tuffo in piscina Fabien subisce un grave incidente che, secondo i medici, gli comprometterà l'apparato motorio e, quindi, la possibilità di camminare.
Nel 1999, a seguito di una lunga rieducazione, Fabien riacquista l'uso delle gambe, tuttavia continuerà sempre a reggersi in piedi con l'aiuto di una stampella.
Da queste premesse nasce lo pseudonimo "Grand Corps Malade" ("Grande Corpo Malato").
Nell'ottobre 2003 Fabien, diventato Grand Corps Malade, si esibisce per la prima volta assieme al Collectif 129H in un bar di Parigi.
Per tre anni, GCM approfitta di tutte le occasioni disponibili per esibirsi nei piccoli locali parigini, condividendo i suoi testi a cappella, nel più puro stile slam; negli stessi anni partecipa anche ad innumerevoli manifestazioni e festival.
Fino a questo momento, lo slam di GCM è quindi fatto solo di parole intrecciate; uno dei suoi amici (il compositore S Petit Nico) gli propone allora di inserire delle basi musicali che facciano da sfondo ai suoi testi.
Nasce da questa collaborazione il primo album di GCM, Midi 20, che esce nel marzo del 2006.
GMC crede fermamente nel suo progetto e si fa promotore di laboratori per insegnare l'arte dello slam ai ragazzi del suo quartiere.
In occasione dell'uscita dell'album, GCM fa anche qualche apparizione televisiva; da ogni parte si levano critiche lusinghiere, il consenso è unanime e si ripercuote sulle vendite dell'album che in breve tempo si trova in cima alle classifiche.
Questo grande successo di pubblico permette a GCM di esibirsi in spazi di grande rilievo: il 15 e 16 maggio 2006 fa il tutto esaurito alla famosa sala di spettacoli parigina La Cigale, con un recital in cui alterna testi a cappella e testi musicati.
Questo stesso spettacolo verrà ripreso in una grande tournée che porterà GCM attraverso tutta la Francia a partire da ottobre 2007.
Nel 2008 esce il suo secondo album: Enfant de la ville; seguito, nel 2010, da 3ème temps.
Il 28 settembre 2011 esce un nuovo singolo: Inch'allah.

## Discografia

### Album
- Midi 20 (2007)
- Enfant de la ville (2008))
- 3ème temps (2010)
- Funambule (2013)

### DVD
- Grand Corps Malade En Concert. (Live à la Cigale)

### Singoli
- 2006 : 6éme sens
- 2006 : Les voyages en train
- 2009 : Enfant de la ville
- 2009 : Je viens de là
- 2010 : Education nationale
- 2010 : Roméo kiffe Juliette
- 2010 : Définitivement
- 2011 : Inch'allah (feat. Reda Taliani)
- 2013 : Funambule
- 2020 : Pas Essentiel

## Filmografia

### Regista e sceneggiatore
- Patients (2016)
- L'anno che verrà (La vie scolaire) (2019)

### Attore
- Pendant 24h (2020) - cortometraggio
- Cher Journal episodio Vert prairie (2021) - serie TV

## Premi
- Album rivelazione dell'anno (Victoires de la Musique 2007)
- Artista rivelazione dell'anno (Victoires de la Musique 2007)

## Curiosità
Grand Corps Malade ha prestato la sua voce al personaggio Chuckles il clown (doppiato in italiano da Giorgio Faletti) nella versione francese di Toy Story 3.